# Knebworth Park

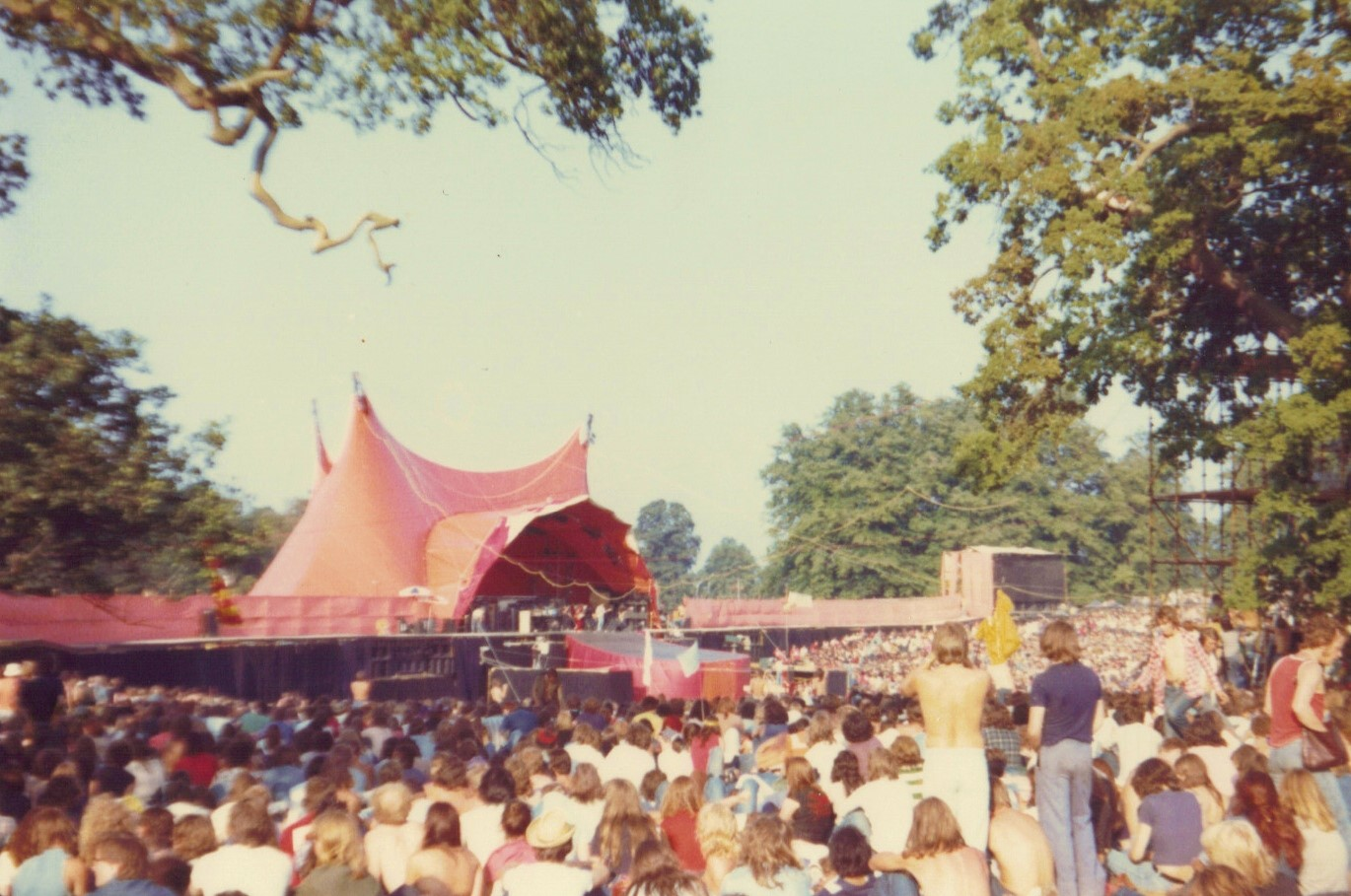
Optreden van The Rolling Stones in 1976

Het Knebworth Park is een grasveld van ongeveer 20 hectare in de buurt van het dorp Knebworth in Hertfordshire (Engeland). Sinds 1974 is het een belangrijke locatie voor openluchtconcerten, toen The Allman Brothers Band met 60.000 mensen het eerste grote concert hielden op het veld.
Sindsdien is het het decor van concerten van grote artiesten zoals: Pink Floyd (1975; 1990), The Rolling Stones en Lynyrd Skynyrd (1976), Genesis (1978; 1990; 1992), Frank Zappa (1978), Led Zeppelin (1979), Mike Oldfield en The Beach Boys (1980), Cliff Richard (1983; 1990), Deep Purple (1985), Queen (1986), Paul McCartney, Eric Clapton, Elton John en Dire Straits (1990), Oasis (1996), Robbie Williams (2003) en het Sonisphere festival (2009; 2010; 2011).

## Grote concerten
- In 1979 trad Led Zeppelin twee keer op op Knebworth Park, meteen hun eerste concerten in het Verenigd Koninkrijk sinds 1975. Naar verluidt speelde de band voor een menigte van ongeveer 200.000 mensen, hoewel de officiële registraties 109,000 mensen aantonen. Keith Richards speelde op de tweede show op 11 augustus met een eigen band mee.
- 1985 was het eerste UK optreden door het vernieuwde Deep Purple.
- Op 9 augustus 1986 trad Queen op Knebworth Park op voor een menigte van ongeveer 120.000 mensen. Het was tevens Queen's laatste liveoptreden in hun klassieke samenstelling. De band deed geen liveoptredens meer tot na de dood van zanger Freddie Mercury, het hiernavolgende liveoptreden was het Freddie Mercury Tribute Concert in 1992 in het Wembley in Londen.
- Op 30 juni 1990 werd het park de locatie voor de Silver Clef Award, die werd opgenomen en uitgebracht op DVD. Het omvatte de prestaties van kunstenaars met inbegrip van Pink Floyd, Paul McCartney, Cliff Richard & The Shadows, Dire Straits, Eric Clapton, Tears for Fears, Elton John, Ray Cooper, Robert Plant (met gast Jimmy Page), Status Quo, en Phil Collins met Genesis.